# Blistering
A Blistering foi uma revista eletrônica internacional dedicada ao heavy metal e hard rock, fundada em 1998, que teve como editor-chefe David E. Gehlke. Ganhou reconhecimento como uma fonte respeitada no cenário do heavy metal, sendo referenciada por veículos de imprensa renomados, como o Chicago Sun-Times, The Post and Courier de Charleston, The Washington Times, Blabbermouth, The Current e Pegasus News. Foi descontinuada em janeiro de 2013.